# Endeavouria
Endeavouria is een geslacht van platwormen (Platyhelminthes). Dit geslacht is in 1991 opgericht door Robert E. Ogren en Masaharu Kawakatsu.
Ze duidden aan als typesoort van dit nieuwe geslacht Endeavouria septemlineata, een landsoort oorspronkelijk als Geoplana septemlineata beschreven door Hyman in 1939 en afkomstig van het eiland Oahu in Hawaï. Dit is voorlopig de enige soort die tot dit geslacht wordt gerekend.
De geslachtsnaam Endeavouria is afgeleid van het schip de HMS Endeavour van kapitein James Cook tijdens diens eerste expeditie naar de Stille Oceaan in 1768-1771.